# Xeropsamobeus asellus
Xeropsamobeus asellus är en skalbaggsart som beskrevs av Schmidt 1907. Xeropsamobeus asellus ingår i släktet Xeropsamobeus och familjen Aphodiidae. Inga underarter finns listade i Catalogue of Life.